# Amityville
Amityville é uma vila localizada na cidade de Babylon, no condado de Suffolk, Nova Iorque, nos Estados Unidos. A sua população era de 9 523 habitantes segundo o censo demográfico de 2010.
A área era originalmente chamado de Huntington West Neck South (em Great South Bay e no condado de Suffolk, Nova Iorque, na fronteira sudoeste, antes chamada Huntington South). Segundo a lenda da vila o nome mudou em 1846, quando os moradores se reuniram para encontrar um nome melhor para o seu novo posto.
A reunião se transformou em tumulto e um dos participantes foi exclamou: "o que esta reunião necessita é de amizade". Outra versão diz que o nome foi sugerido pelo proprietário Samuel Ireland para o nome da cidade o nome de seu barco, a Amity.
O nome do lugar é propriamente um nome incidente, a marcação de um acordo amigável sobre a escolha de um nome de lugar. A vila foi formalmente constituída em 3 de março de 1894.
No início de 1900, Amityville foi o destino turístico popular entre os grandes hotéis na baía e grandes casas. Annie Oakley era uma convidada frequente de Fred Stone. Will Rogers tinha uma casa em Clocks Boulevard de St. O gangster Al Capone também tinha uma casa na comunidade. O ator Alec Baldwin nasceu na cidade.

## Horror em Amityville
Em 13 de novembro de 1974 Ronald DeFeo Jr., de 24 anos, entrou freneticamente pela porta do Henry´s Bar, na pacata cidade de Amityville.
Ao chegar no pequeno bar Ronald disse que alguém havia baleado seus pais. Ele confessou ao dono do estabelecimento ter assassinado sua família por ordens de vozes que ouvia. Ao chegar no número 112 da Ocean Avenue o dono do bar se deparou com uma cena terrível: seis pessoas mortas a tiros, de bruços e com as mãos na cabeça.
As seis vítimas foram identificadas como a família de Ronald DeFeo Jr.:
- sua mãe e seu pai, Ronald e Louise DeFeo;
- seus irmãos, John, de 9 anos e Mark, de 12;
- suas irmãs, Allison, de 13 anos e Dawn, de 18.

Em seu julgamento DeFeo alegou que ouvia vozes frequentemente, e estas vozes o teriam convencido a cometer os assassinatos. A certa altura do julgamento declarou: "sempre que olhava ao meu redor, não via ninguém, então deve ter sido Deus que falava comigo". DeFeo foi condenado a seis penas de prisão perpétua consecutivas na Penitenciária Greenhaven, em Nova York. Sua liberdade condicional foi negada em 1999.

### Repercussão
Esse trágico caso gerou um livro, que por sua vez gerou uma série de filmes:
- The Amityville Horror, livro escrito em 1977.